# سیپاولوی (آریزونا)
سیپاولوی (انگلیسی: Sipaulovi) یک منطقهٔ مسکونی در ایالات متحده آمریکا است که در آریزونا واقع شده‌است. این منطقه دو نام رسمی داشته‌است، هر دو در نتیجه تصمیمات هیئت بررسی نام‌های جغرافیایی. در سال ۱۹۱۵ اتخاذ شد، هیئت به‌طور رسمی نام این شهرک را شیپاولوی گذاشت، اما در سال ۱۹۹۸ نام رسمی آن را به سیپاولوی فعلی تغییر دادند. تقریباً در سال ۱۷۵۰ این منطقه توسط مهاجرانی که از هجوم پشه گریخته بودند تشکیل شد. در مناطق سرخپوست نشین هوپی منظور از واژه سیپاولوی به پشه اشاره دارد. ارتفاع تخمینی سیپاولوی ۶۳۱۲ فوت یا ۱٬۹۲۴ متر بالاتر از سطح دریا واقع شده‌است.